# Сяо Баоцзюань
Сяо Баоцзюань (蕭寶卷) (483—501), также Сяо Минсянь (蕭明賢), посмерто именованный Дунхунь-хоу (東昏侯), псевдоним Чжицзан (智藏) — китайский император династии Южная Ци (南齊) периода Южных и Северных династий в 499—501 годы. Прослыл крайне жестоким и непоследовательным правителем, казнящим своих сторонников, верных друзей, талантливых генералов. Довольно скоро против него поднялись многочисленные мятежи, которые привели к тому, что власть получил генерал Сяо Янь, который сверг династию Южная Ци и основал свою собственную династию Лян в качестве императора У-ди. Сяо Янь посмертно понизил Сяо Баоцзюаня, присвоив ему титул хоу вместо императорского титула.
Был средним сыном императора Мин-ди.

## Характеристика правления
После смерти Мин-ди в 498 году Сяо Баоцзюань в возрасте 15 лет стал императором. Власть попала в руки шести чиновников прежней администрации, которая занималась управлением, не заботясь о молодом императоре. Однако Сяо Баоцзюань изыскивал способы взять власть в свои руки, действуя неожиданно и жёстко.
В 499 году шести высшим чиновникам также стало ясно, что император своим иррациональным поведением способен навредить стране, и его следует сместить. Однако Сяо Баоцзюань успел их опередить, казнив двоих из клики. Сяо Яогуань попытался совершить переворот, чтобы самому стать императором, но потерпел поражение и был убит. Император при этом казнил пятерых высших чиновников и генералов, которые помогали ему ликвидировать заговор.
В результате вспыхнул широкомасштабный бунт, который начал генерал Чэнь Сяньда (陳顯達) в провинции Цзянчжоу (теперь Цзянси и Фуцзянь). Бунт был также быстро подавлен, и Сяо Баоцзюань стал считать себя непобедимым. В страхе перед казнью генерал Пэй Чжаое (裴昭業), контролирующий область Шоуян (Аньхой),
в 500 году сдал свою территорию государству Северная Вэй.
Сяо Баоцзюань приказал отвоевать Шоуян, во главе войска был назначен генерал Цуй Хуэйцзин. Цуй Хуэйцзин, выйдя из столицы Цзянькана, неожиданно повернул обратно, решив свергнуть императора и посадить на трон Сяо Баосюаня. Ему удалось окружить войска охраны в самом дворцовом комплексе, но Сяо И (брат Сяо Яня) подоспел с войсками на помощь, Цуй Хуэйцзин пытался скрыться, но был убит. Сяо И получил пост премьер-министра, но через небольшое время был тоже казнён. Услышав о смерти Сяо И, Сяо Янь объявил восстание.
Сяо Баоцзюань послал против восставших армию, во главе которой был назначен Лю Шаньян (劉山陽). Сяо Янь вступил в союз с Сяо Инчжоу (蕭穎冑), правителем провинции Цзинчжоу (сейчас западная и центральная часть провинции Хубэй), которому сообщил, что Лю собирается напасть на его провинцию тоже. Сяо Инчжоу внезапно напал на Лю Шаньяна, который был убит. Сяо Инчжоу был советником младшего брата императора, двенадцатилетнего Сяо Баожуна, и строил план объявить Сяо Баожуна императором Хэ-ди.
Весной 501 года Инчжоу объявил Баожуна императором, даровав себе и Сяо Яню равные высокие титулы, и несколько месяцев в стране существовало два императора. Сяо Инчжоу остался с новым императором в провинции Хубэй, а Сяо Янь направился поход против Сяо Баоцзюаня.
Так как император Сяо Баоцзюань лишился большинства талантливых генералов, Сяо Янь уверенно продвигался к столице, одерживая победы. К зиме 501 он достиг столицы (Цзянькан), занял внешний город и осадил дворец. В это время его союзник Сяо Инчжоу потерпел поражение от генерала Сяо Гуя (蕭璝) и умер. Сяо Дань (蕭儋), брат Сяо Яня, смог прийти на помощь и взять под охрану нового императора Хэ-ди.
К новому 502 году Баоцзюань был убит собственными генералами Ван Чжэнго (王珍國) и Чжан Цзи (張稷). Они испугались, что император казнит их, как и предыдущих своих сторонников; чувствуя, что не смогут прорвать осаду дворца, они напали на императора и сдались Сяо Яню, принеся голову Баоцзюаня на пике в качестве трофея. Сяо Янь с триумфом вошёл во дворец, династия Южная Ци сменилась на Лян.

## Эры правления
- Юн юань (永元 yǒng yuán) 499—501